# Alexander Keith McClung
Alexander Keith McClung (14 de junio de 1811 – 23 de marzo de 1855), fue un diplomático, militar y poeta estadounidense de vida aventurera.

## Vida y obra
McClung nació en el Condado de Fauquier, (Virginia). Era sobrino del prestigioso jurista de la Corte Suprema de los Estados Unidos John Marshall (1755-1835).
Por un tiempo, fue encargado de negocios  para Bolivia durante la administración del Presidente Zachary Taylor.
Sirvió  como teniente coronel del 1st Mississippi Regiment durante la guerra con México entre 1846 y 1848. Se suicidó en 1855 en el Eagle Hotel de Jackson (Misisipi). Fue enterrado en el Cedar Hill Cemetery de Vicksburg, Misisipi.